# 全宁路
全宁路是一个由中书省直接管辖的路，属“腹里”（即中心之地）。
大德七年（1303年）升全宁府为路，治所在全宁县（今内蒙古自治区翁牛特旗），仅领一县：全宁县。辖境约当今内蒙古自治区西拉木伦河以南、赤峰市阴河以北。与应昌路皆属弘吉剌部。明朝洪武中废。